# Mortal Kombat: The Album
| Críticas profissionais | Críticas profissionais |
| Avaliações da crítica  | Avaliações da crítica  |
| Fonte                  | Avaliação              |
| ---------------------- | ---------------------- |
| allmusic               | link                   |

Mortal Kombat: The Album é um álbum da dupla The Immortals, lançado em 31 de maio de 1994 pela Virgin Records. The Immortals era o pseudônimo de Praga Khan e Oliver Adams, ambos produtores musicais belgas. De acordo com o SoundScan, o álbum vendeu mais de 335 mil cópias. O álbum conta com uma música techno para cada um dos sete personagens jogáveis em Mortal Kombat, assim como Goro, juntamente com duas faixas adicionais. A faixa 5, "Techno Syndrome (Mortal Kombat)", foi lançada como single em 1992, mesmo ano em que o jogo foi lançado para os consoles.
A canção "Techno Syndrome" (com o seu grito de assinatura do "Mortal Kombat!") tornou-se posteriormente famosa como "a música-tema da série Mortal Kombat" por causa de sua utilização no filme de 1995, e também versões remixadas da música continuarem a serem associadas com a franquia Mortal Kombat. A canção "Hypnotic House (Mortal Kombat)" foi utilizada como uma introdução no Mortal Kombat Sega CD. "Techno Syndrome" é também uma canção escondida apresentada na versão do Sega CD de Mortal Kombat, quando se escolhe a opção soundtrack mode (modo trilha sonora). A canção também pode ser acessada colocando o CD em um leitor de CD e selecionar a faixa 17.

## Faixas
| N.º            | Título                                 | Duração |  |
| 1.             | "Johnny Cage (Prepare Yourself)"       | 3:41    |  |
| 2.             | "Kano (Use Your Might)"                | 3:48    |  |
| 3.             | "Sub-Zero (Chinese Ninja Warrior)"     | 3:53    |  |
| 4.             | "Liu Kang (Born in China)"             | 4:09    |  |
| 5.             | "Techno Syndrome (Mortal Kombat)"      | 3:26    |  |
| 6.             | "Scorpion (Lost Soul Bent on Revenge)" | 3:52    |  |
| 7.             | "Sonya (Go Go Go)"                     | 3:36    |  |
| 8.             | "Rayden (Eternal Life)"                | 3:47    |  |
| 9.             | "Goro (The Outworld Prince)"           | 3:36    |  |
| 10.            | "Hypnotic House (Mortal Kombat)"       | 3:45    |  |
| Duração total: | Duração total:                         | 37:33   |  |

## Desempenho nas paradas musicais
| Parada musical (1994)                      | Melhor posição |
| ------------------------------------------ | -------------- |
| Estados Unidos (Billboard Top Heatseekers) | 16             |